# Lyncourt
Lyncourt és una concentració de població designada pel cens dels Estats Units a l'estat de Nova York. Segons el cens del 2000 tenia 4.268 habitants.

## Demografia
Segons el cens del 2000, Lyncourt tenia 4.268 habitants, 1.913 habitatges, i 1.126 famílies. La densitat de població era de 1.328,9 habitants/km².
Dels 1.913 habitatges en un 24% hi vivien nens de menys de 18 anys, en un 41,8% hi vivien parelles casades, en un 12,5% dones solteres, i en un 41,1% no eren unitats familiars. En el 34,8% dels habitatges hi vivien persones soles el 15,4% de les quals corresponia a persones de 65 anys o més que vivien soles. El nombre mitjà de persones vivint en cada habitatge era de 2,23 i el nombre mitjà de persones que vivien en cada família era de 2,89.
Per edats la població es repartia de la següent manera: un 21% tenia menys de 18 anys, un 5,6% entre 18 i 24, un 29,4% entre 25 i 44, un 21,9% de 45 a 60 i un 22,1% 65 anys o més.
L'edat mediana era de 41 anys. Per cada 100 dones de 18 o més anys hi havia 87,3 homes.
La renda mediana per habitatge era de 32.774 $ i la renda mediana per família de 42.105 $. Els homes tenien una renda mediana de 34.044 $ mentre que les dones 25.205 $. La renda per capita de la població era de 18.482 $. Entorn del 6,1% de les famílies i el 10% de la població estaven per davall del llindar de pobresa.